# Butterfly Soup
Butterfly Soup è una serie di visual novel sviluppata da Brianna Lei e distribuita digitalmente tramite il sito di videogiochi Itch.io per Microsoft Windows, macOS e Linux.
Il primo capitolo della serie Butterfly Soup è stato pubblicato il 16 settembre 2017, mentre il secondo capitolo della serie, Butterfly Soup 2, è stato pubblicato il 29 ottobre 2022. 

## Trama

### Butterfly Soup
Due ragazze che vivono in California, Diya e Min-seo, si conoscono fin dall'infanzia. Le due parlano spesso della loro passione per il baseball e della loro situazione familiare che le accomuna nella loro diversità: Diya è infatti figlia di immigrati indiani, mentre Min-seo e suo fratello Jun-seo sono nati in una famiglia immigrata dalla Corea del Sud prima della loro nascita. Mentre guardano una partita di baseball professionale, Min-seo e Diya si promettono di arrivare un giorno, quando saranno più grandi, a giocare insieme sul campo in una partita importante, nonostante i genitori vogliano per entrambe un futuro diverso. 
La loro promessa sembra diventi impossibile da mantenere quando la famiglia di Min-seo si trasferisce in Florida: passeranno anni prima che Diya e Min-seo si rivedano nello stesso liceo. Min-seo fa quindi la conoscenza di Akarsha e Noelle, amiche di Diya, e insieme decidono di iscriversi al club sportivo di baseball della loro scuola, seppur non con poche remore da parte delle altre due ragazze. 
Recuperando il legame di amicizia con Min-seo, Diya deve però venire a patti con i suoi veri sentimenti per lei e scoprire nuove parti di sé, sullo sfondo del referendum per la Proposition 8 tenuto in California nel 2008, che tratta del diritto di matrimonio per coppie dello stesso sesso. 

### Butterfly Soup 2
Mesi dopo gli eventi di Butterfly Soup, mentre Min-seo e Diya navigano la loro relazione, tenuta segreta ai genitori, Akarsha tenta di confessare i suoi sentimenti a Noelle, senza riuscirci. 
Ben presto però le quattro ragazze sono portate, ognuna a modo loro, a fare i conti con le proprie famiglie: Akarsha impara a convivere con l'immagine ideale che i suoi genitori hanno costruito di lei nella loro testa, Min-seo ha ancora una volta la prova che alcune situazioni familiari non si possono salvare, Diya considera l'idea di fare coming out, nonostante le aspettative impossibili dei suoi genitori e i loro pregiudizi, e Noelle prova a conoscere sé stessa riavvicinandosi alle sue origini, in un processo che la porta a interrogarsi sul senso di estraneità che percepisce e sul suo posto nel mondo.

## Personaggi
Diya
È il primo personaggio narrante nel primo gioco e il secondo in Butterfly Soup 2. È molto atletica e forte, ed è stata incoraggiata fin da piccola dalla sua famiglia a dedicarsi allo sport. Nonostante sia molto gentile e le piaccia passare il tempo con le amiche, non è molto estroversa e preferisce evitare di iniziare conversazioni. Si trova spesso a disagio con le persone e attribuisce parte della sua ansia sociale al fatto di essere sorda da un orecchio in seguito a un'infezione avuta quando era piccola, e di non riuscire quindi a capire sempre ciò che le viene detto.
Noelle
È il secondo personaggio narrante dei quattro principali nel primo gioco e il quarto nel secondo gioco. Di origini taiwanesi, è dedita allo studio e impacciata nel parlare con persone con cui non ha confidenza. Fin dal primo momento si scontra con Akarsha e Min-seo, non sopportando le loro personalità tanto diverse dalla sua. Suona il pianoforte e il violino, ma è assolutamente negata agli sport.
Min-seo
È il quarto e ultimo personaggio narrante nel primo gioco e il terzo in Butterfly Soup 2. Nasce in una famiglia di origini coreane e la visual novel fa intendere che non abbia un rapporto facile con i suoi genitori, soprattutto con il padre; va invece d'accordo con il fratello gemello Jun-seo, verso il quale prova un forte senso di protezione. Si comporta spesso in modo arrogante e talvolta aggressivo, anche con persone che non conosce e con cui non ha molta confidenza. Viene sottinteso che soffra di disforia di genere.
Akarsha
È il terzo personaggio narrante nel primo gioco, il primo nel secondo gioco. Akarsha è estroversa e usa l'ironia per sviare l'attenzione da ciò che pensa non possa piacere agli altri della sua personalità. Soffre molto per le aspettative che i suoi genitori hanno nei suoi confronti, soprattutto per quanto riguarda la sua carriera scolastica e i piani futuri.

## Modalità di gioco
In entrambe le visual novel il giocatore interagisce in modo limitato: le schermate sono poco dinamiche, non presentano animazioni e sono bidimensionali. Il giocatore, partendo da una prospettiva in prima persona, decide solo in specifici punti quali informazioni visualizzare per prime attraverso scelte multiple, ma queste non influenzano in modo particolare la storia. 
Durante il gioco sono presenti flashback, oltre che momenti in cui i personaggi parlano attraverso una chat di gruppo, spesso citando meme e la cultura pop degli anni in cui è ambientata la storia.
Le storie vengono sviluppate secondo i punti di vista diversi dei quattro personaggi che vengono impersonati mano a mano dal giocatore, senza che le stesse sequenze e parti della storia vengano ripetuti. Entrambi i capitoli della serie permettono di visualizzare durante il periodo di gioco una cronologia di gioco contenente le conversazioni e le scelte prese fino a quel momento. A differenza di molte altre visual novel, né il primo titolo della serie, né il secondo, presentano finali e percorsi di gioco differenti in base alle scelte prese dal giocatore.
L'ordine dei punti di vista nel primo gioco è il seguente: Diya, Noelle, Akarsha e Min-seo. L'ordine dei punti di vista nel secondo gioco è invece: Akarsha, Diya, Min-seo e Noelle. 
Il tempo di gioco stimato per entrambe le visual novel va dalle 2 alle 4 ore, a seconda dell'interazione del giocatore con i contenuti presentati durante la storia.

## Sviluppo e pubblicazione
La sviluppatrice Brianna Lei ha dichiarato che l'ispirazione per un gioco che mettesse insieme, oltre alle vicende personali dei personaggi, anche la componente sportiva, è nata dalla sua passione per spokon quali Haikyu!! e Free!.
La prima visual novel, così come il suo sequel, sono state sviluppate su Ren'Py. Le illustrazioni, realizzate anch'esse da Brianna Lei, sono state create con Clip Studio Paint e Adobe Illustrator, mentre gli effetti sonori sono stati modificati con Audacity.
La prima demo di Butterfly Soup è stata pubblicata il 5 maggio 2017 su Itch.io, poi continuamente implementata dalla sviluppatrice fino all'uscita del gioco il 16 settembre 2017. Nel febbraio del 2018 è stato annunciato il secondo capitolo della serie, Butterfly Soup 2, pubblicato poi il 29 ottobre 2022 sullo stesso sito. 
È inoltre possibile giocare entrambe le visual novel tramite port sulle piattaforme web, Android, iOS, iPadOS e Apple M1 per quanto riguarda il primo capitolo, e su web e Android per quanto riguarda il secondo.
Le visual novel si basano su una modalità "Name your price" su Itch.io.
Il primo videogioco, uscito in lingua inglese, è disponibile in cinese tradizionale dal 2018, in giapponese, portoghese brasiliano, coreano e ceco dal 2019, in polacco e farsi dal 2020 e in indonesiano dal 2021 tramite traduzioni dei fan internazionali. Il secondo videogioco, invece, è disponibile in lingua inglese e russa dalla sua uscita nel 2022, in cinese tradizionale, lingua spagnola e portoghese brasiliano dal 2023.

## Accoglienza
Butterfly Soup è stato presentato nella mostra Rainbow Arcade. Queer Gaming History 1985-2018 dello Schwules Museum insieme ad altri videogiochi che affrontano tematiche legate alla comunità LGBT dal mese di dicembre del 2018 a maggio del 2019.
Riscontro positivo è stato dato dal sito di tecnologia statunitense The Verge, che loda il modo naturale in cui il gioco rappresenta storie di adolescenti senza cadere nel ridicolo, risultando leggero pur senza glissare su quelle che sono problematiche comuni. Il sito britannico Laptop Mag lo ha inserito al decimo posto nella sua classifica di "Migliori giochi indie non presenti su Steam".

### Premi e candidature
Butterfly Soup ha vinto il premio di "Migliore Visual Novel 2017" di PC Gamer e si è classificato come finalista all'Independent Games Festival del 2018 per la categoria Excellence in Narrative. La candidatura al premio IGF è valsa alla sviluppatrice e designer Brianna Lei un posto nella classifica Forbes 30 under 30 del 2019 nella categoria Games.
Butterfly Soup 2 è stato nominato come “Miglior videogioco Indie LGBTQ” nei Gayming Awards 2023 di Gayming Magazine, oltre ad essere incluso nelle classifiche dell'Independent Games Festival del 2023 nella categoria Excellence in Narrative.

## Tematiche principali
Kat Brewster su Rock Paper Shotgun definisce il gioco un "successo istantaneo", che tocca argomenti importanti quali l'omofobia e l'abuso minorile senza risultare troppo pesante o forzato nella loro trattazione. Viene inoltre apprezzata la cura con cui vengono descritte le situazioni familiari dei personaggi principali, cresciute in famiglie immigrate di seconda generazione e il modo in cui il loro essere asioamericane non definisca la loro personalità o renda la narrazione stereotipata, ma influenzi comunque le loro vite in modo estremamente realistico.
Nel corso dei due titoli viene anche illustrata la tematica del razzismo attraverso le esperienze personali delle protagoniste, di etnie diverse, e dei personaggi secondari.
Un tema importante nella serie è quello del referendum sulla Proposition 8; la sviluppatrice Brianna Lei, durante l'intervista di Game Developer in onore della candidatura all'Independent Games Festival 2023 Excellence in Narrative del secondo titolo della serie, ha affermato di aver scelto appositamente l'anno 2009 in quanto il dibattito sul referendum sul diritto di matrimonio per le coppie dello stesso sesso permeava gran parte della vita di ogni adolescente, partendo dalle discussioni in famiglia per arrivare a quelle a scuola, senza contare l'influenza che l'evento aveva sui mass media.